# 对甲苯海拉明
对甲苯海拉明（英語： 或 ）是一种含氮有机化合物，化学式C
18H
23NO，属于一种苯海拉明同系物，可作为抗組織胺藥和抗膽鹼劑。